# Épave d'Oranjemund
Pour les articles homonymes, voir Bom Jesus.

Carte germanophone de la municipalité de Richtersveld, en Afrique du Sud, avec son parc national, la conservation communautaire de Richtersveld (site du patrimoine mondial), identifiant également la ville d'Oranjemund, le parc national d'Ai-Ais et la zone de sécurité des diamants en Namibie.

L'épave d'Oranjemund désigne les restes d'un navire marchand portugais de la première moitié du XVIe siècle, qui a été découvert en 2008 devant la côte désertique de la Namibie en Afrique australe. Elle est généralement attribuée au Bom Jesus. 

## Dernier voyage
Le Bom Jesus était une caraque nouvellement construite qui a quitté Lisbonne le vendredi 7 mars 1533, au sein d'une flotte de trois bateaux en route pour les Indes (cette année-là, sept navires ont effectué le voyage au total), afin d'acheter des épices (poivre, muscade, gingembre, cannelle). Le bateau était placé sous le commandement de Dom Francisco de Noronha avec 250 personnes à bord, plusieurs tonnes de lingots de cuivre portant la marque des Fugger et un grand nombre de pièces de monnaie.   
Le navire a coulé en raison du mauvais temps en heurtant un rocher à 30 mètres de la côte actuelle. Il reposait par 7 à 8 mètres de fond. Le sort de l'équipage est inconnu. Toutefois, aucun reste humain n'a été découvert, la proximité de la côte fait qu'ils ont pu survivre.

## Découverte de l'épave
L'épave a été découverte le 1er avril 2008 au cours du processus d'extraction de minerai de diamant, qui se déroulait en Namibie, le long de la côte du Sperrgebiet à 18 km au nord d'Oranjemund. Pour ce faire, les terrains situés au bord de la mer sont asséchés sur près de 200 m, en les séparant de l'océan par de grandes dunes de sable et en pompant l'eau afin de faciliter l'extraction des graviers contenant les diamants. 
C'est à cette occasion que des employés de l'entreprise diamantaire Namdeb (de) découvrent des lingots et des tubes de cuivre et en informent les archéologues qui constatent l'importance de la découverte puisqu'il s'agit de la plus ancienne épave d'un bateau européen au sud du Sahara. 
Afin de ne pas retarder les opérations minières, une première campagne de fouilles est menée à partir du 11 avril 2008 dans l'objectif de la terminer le 25. Devant l'importance des découvertes, le site est essentiellement observé mais le matériel est laissé sur place et réenfouis en vue de l'organisation d'une fouille de sauvetage qui a été réalisée du 8 septembre au 10 octobre 2008, en présence de nombreux spécialistes. 
L'état de conservation était particulièrement bon puisque le bois de la coque et de nombreux objets ont été protégés par la grande quantité de cuivre que le navire contenait, d'une part par son poids qui a évité qu'ils soient endommagés par les mouvements des courants et d'autre part par ses propriétés chimiques qui ont freiné leur biodégradation,. Par ailleurs, c'est l'une des rares épaves qui a pu être extraite en travaillant à pied sec. Sur la base des fragments recueillis, la longueur du bateau est estimée à 40-60 mètres.

## Objets recueillis
Le bilan des fouilles est le suivant : 2288 lingots de cuivre ronds d'un poids approximatif de 17 tonnes, 549 plaques et lingots de plomb d'un poids de 6,3 tonnes, 170 lingots d'étain (500 kg), 105 objets en fer (5 tonnes), 162 objets en bois (7,5 tonnes), 105 défenses d'éléphant (2 tonnes), 14 canons (5 tonnes), 24 boulets de canon (20 kg), 7 lames d'épée, 181 instruments de cuisine (5 kg) et 10 instruments de navigation (3 astrolabes, 3 boussoles).
Les pièces de monnaie sont au nombre de 2 266 dont 1 917 pièces d'or espagnoles, essentiellement des excelentes (it) représentant  la reine Isabelle de Castille avec son mari Ferdinand II d'Aragon. À cela, viennent s'ajouter 171 pièces portugaises en or, plus lourdes et portant les armes de Jean III du Portugal, 127 pièces portugaises en argent, 24 pièces en or provenant d'ateliers maures et quelques pièces non identifiées.
L'analyse géochimique de 60 lingots de cuivre a révélé une grande homogénéité dans leur composition et qu'ils avaient été traités par liquation (en) pour en extraire l'argent avec du plomb provenant de la région de Cracovie. Le cuivre était probablement originaire des mines des Fugger situées à Banská Bystrica dans les monts Métallifères slovaques.